# Korhogo (underprefektur)
Korhogo är en underprefektur i Elfenbenskusten. Den ligger i departementet med samma namn, i den centrala delen av landet, 300 km norr om huvudstaden Yamoussoukro.